# Планета вигнання
«Планета вигнання» (англ. Planet of Exile) — науково-фантастичний роман американської письменниці Урсули Ле Гуїн. Книга входить до Хайнського циклу. Дія роману відбувається в майбутньому на далекій планеті, яка втратила зв'язок із Землею.

## Сюжет
Дія роману відбувається на Верелі, третій планеті Етаміна. Планета обертається навколо світила за 60 земних років, тому небагато з її мешканців двічі застають одну пору року. На Верелі вже 600 років існує земна колонія — Космопорт (Космопор), яка з невідомих причин втратила зв'язок з рідною планетою і Лігою світів. По сусідству з ними живуть тубільці, Люди Аскатевара, які, як і земляни, є нащадками хайнців. Два народи практично ігнорують один одного, однак, коли настає чергова довга зима, вони змушені об'єднати свої сили в боротьбі проти чужих кочівників — гаалів. Самі колоністи змушені не підніматися вище технічного рівня тубільців, і до того ж у них народжується все менше життєздатних дітей. На тлі цієї війни за виживання проходить лінія кохання між землянином Джейкобом Агатом і тубілкою Ролері, і ця любов здатна назавжди об'єднати обидва народи.
Ролері і Агат вперше зустрічаються, коли цікава дівчина — «така задумлива, зухвала, самотня» — приходить подивитися на його місто «далеконароджених». Агат на власний подив попереджає її телепатично про насування припливу, бо, як кажуть його одноплемінники, «природжений дар — рідкісна річ у світі».
Надалі він намагається укласти союз, долаючи як неприйняття і расизм тубільців, так і забобони колоністів. Дізнавшись про те, що Ролері провела ніч з чужинцем, тубільці з її клану б'ють Агата, дівчина знаходить його напівживим і з великим трудом доставляє в Космопор.
Зимове місто — Тевар — захоплюють гаали, частину жителів, зокрема старого батька Ролері та її брата Умаксумана рятують жителі Космопора. Облога стає для всіх суворим випробуванням і одночасно згуртовує колоністів і аборигенів. Під час війни з'ясовується, що рани колоністів можуть запалюватися, а значить, за сторіччя їхні організми адаптувались до умов планети. Ролері сприймає це як можливість народити Агату сина.
На останніх сторінках роману гаали йдуть з міста, а Агат і Ролері стоять біля похоронного багаття її батька разом з уцілілими тубільцями.

## Персонажі
- Джейкоб Агат — фактичний лідер Ради Космопорту, головний герой.
- Ролері — головна героїня з тубільців, самотня у зв'язку з тим, що народжена у період Літнього Безпліддя. Вона незалежна і свавільна, як і у родичів, у неї світла шкіра і золоті очі. Володіє рідкісною здатністю до уявної мови.
- Вольд — батько Ролери, мудрий, але норовливий старійшина з міста Тевар.
- Умаксуман — один з осінньонароджених синів Вольда, любив військові набіги і сутички з ворогами.
- Уквет — онук Вольда, хоча він старший від Умаксумана.
- Елла Пасфаль — член Ради колоністів, мудра і дотепна стара.
- Сейко Есміт — остання представниця своєї знаменитої сім'ї, нащадків першого голови колонії. Красива, нервова, уїдлива, замкнута жінка середнього віку.

## Зв'язок з Хайнським циклом
Народи різних світів у всесвіті Ле Гуїн походять з однієї планети, Хайна. Не є винятком і Верель, населений двома хайнськими расами, «далеконароджені» (колоністи) і «врасу» (тубільці), як вони один одного називають. Вміння уявної мови, якими володіють далеконароджені, було перейнято з планети Роканнон, тобто з планети, де відбувається дія попереднього роману циклу.
У наступному за хронологією творі циклу, «Місті ілюзій», верельська експедиція, що складається з змішаних нащадків цих двох рас, відвідує Землю, захоплену ворожими Сингами. Головним героєм роману є верельський навігатор Рамаррен, якому Синги стерли пам'ять.

## Літературне значення і критика
«Планета вигнання» разом з «Планетою Роканнона» і «Містом ілюзій» показують потяг Ле Гуїн як нового письменника прийти до правдоподібного, однозначно запам'ятовуваного і простого місця дії своїх творів.

## Переклади
- Російською: «Планета изгнания», 1980, 1992, 1993, 1997, 1999, 2006
- Італійською: Il Pianeta-esilio, 1979
- Німецькою: Das zehnte Jahr, 2002
- Фінською: Maanpakolaisten planeetta, 2011

- Українською

Урсула ле Ґвін, "Планета вигнання" у збірці "Світи вигнання та ілюзій", видавництво "Богдан", 2025, ISBN: 978-966-10-8901-2